# Bente Stein Mathisen

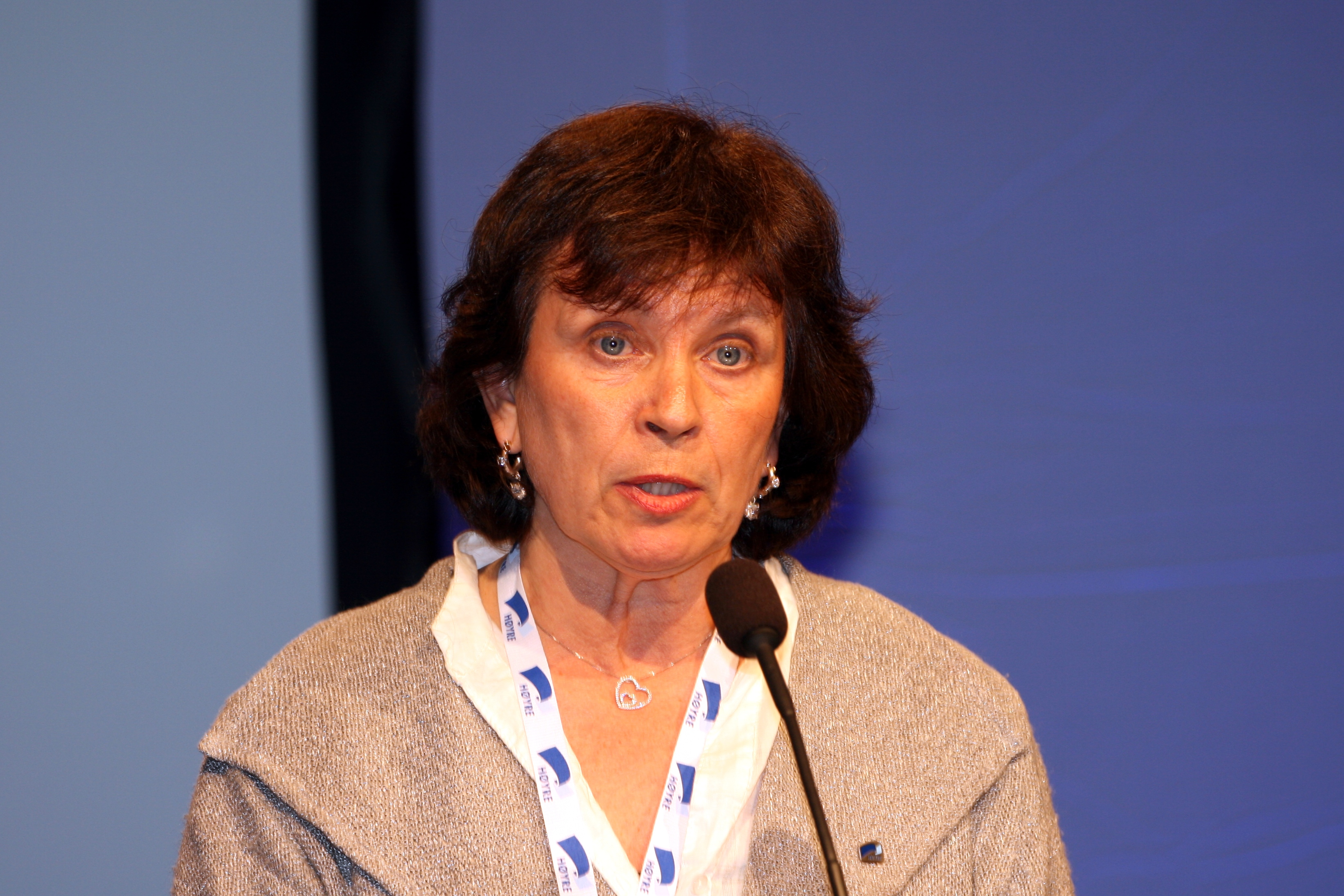
Bente Stein Mathisen, 2009

Bente Stein Mathisen (* 1. Februar 1956 in Oslo) ist eine norwegische Politikerin der konservativen Partei Høyre. Von 2013 bis 2021 war sie Abgeordnete im Storting.

## Leben
Nach dem Abschluss des Gymnasiums in Porsgrunn im Jahr 1975 besuchte Mathisen bis 1979 die Krankenpflegerhochschule. Anschließend arbeitete sie bis 1984 als Krankenpflegerin. Danach studierte sie bis 1985 an der Universität Oslo. Ab 1995 war sie in leitenden Positionen in Krankenhäusern und anderen Einrichtungen im Gesundheitswesen tätig. In den Jahren 1991 bis 2003 saß sie im Kommunalparlament von Asker, danach war sie bis 2015 Abgeordnete im Fylkesting des Fylkes Akershus.
Mathisen zog bei der Parlamentswahl 2013 erstmals in das norwegische Nationalparlament Storting ein. Dort vertrat sie den Wahlkreis Akershus und wurde Mitglied im Arbeits- und Sozialausschuss. Bei der Wahl 2017 gelang es ihr der direkte Einzug ins Parlament nicht erneut. Stattdessen wurde sie Vararepresentantin, also Ersatzabgeordnete. Als solche kam sie ab dem 1. Oktober 2017 zum Einsatz, da ihr Parteikollege Jan Tore Sanner als Regierungsmitglied sein Mandat ruhen lassen musste. Mathisen wurde Mitglied im Kontroll- und Verfassungsausschuss, wo sie bis zum Ende der Legislaturperiode verblieb. Bei der Stortingswahl 2021 trat sie nicht erneut an. In der Folge schied Mathisen im Herbst 2021 aus dem Parlament aus.